# Uspecifikt immunforsvar
Det uspecifikke immunforsvar, det medfødte immunforsvar eller det innate immunforsvar, der også kaldes det medfødte immunsystem, er det ene af de to systemer for immunforsvar, som hvirveldyr besidder. Det anden er det adaptive immunsystem. Det medfødte immunsystem er en evolutionært ældre forsvarsstrategi, og det er det dominerende immunsystem i insekter og primitive flercellede organismer, i planter og i svampe.
Til forskel fra det adaptive immunforsvar er det uspecifikke immunforsvar meget hurtigt og fungerer umiddelbart som svar på en infektion uanset det indtrængende fremmedlegemes art. Det adaptive immunforsvar bliver på sin side aktiveret af det uspecifikke immunforsvar og har en meget højere specificitet mod fremmedlegemer.
Nobelprisen i medicin 2018 blev givet til James P. Allison og Tasuku Honjo
for deres opdagelse af cancerterapi ved hæmning af den negative immunregulering.

## Funktioner
De vigtigste funktioner i hvirveldyrenes medfødte immunsystem er
- Toll-like receptorer erkender mikrobielle infektioner
- Aktivering af inflammasomer
- Rekruttering af immunceller til infektionfoci gennem produktion af kemiske faktorer, herunder specialiserede kemiske budbringere, der kaldes cytokiner
- Aktivering af komplement-kaskaderne og derved identificering af bakterier, aktivering af celler og fjernelse af antistofkomplekser og døde celler
- Identifikation og fjernelse af fremmede stoffer, der er til stede i organer, væv, blod og lymfe ved hjælp af specialiserede hvide blodlegemer
- Aktivering af det adaptive immunsystem gennem en proces kendt som antigenpræsentation
- At udgøre en fysisk og kemisk barriere mod infektiøse agens: hud og sved, mavetarmkanalens enzymer og mikrobiom (mikroflora), øjnenes tårer og blod-hjerne-barrieren m.m.

## Den cellulære del
- Makrofager, fagocytter (ædeceller), der er til stede i det perifere væv og som genkender mikroorganismer med sine receptorer og indleder det akutte inflammatoriske respons.

- Naturlige dræberceller (NK-celler), kan mærke om en celle er inficeret med virus og kan efterfølgende slå cellen ihjel. Er desuden en vigtig kilde for interferon-γ tidligt i immunresponset.

- Neutrofile granulocytter (neutrofiler), kortlevede fagocytter, der er de første som når frem til et infektionssted. Slår mikroorganismer ihjel ved fagocytose og er de celler der udgør materie (pus) i et sår.

- Dendritceller, fagocytter, der optager mikroorganismer, nedbryder dem, migrerer til den lokale lymfeknude og præsenterer antigen til T-celle og indleder dermed T-celle responset.

## Den humorale del
Den humorale del består primært af komplementsystemet og de såkaldte akutfase-proteiner i blodet. Det er proteiner i blodplasmaet som kan aktiveres til at angribe indtrængende mikroorganismer, specielt CRP, C-reaktivt protein.
MBL eller MBP (det mannose-bindende lectin/protein eller det mannan-bindende lektin/protein) er en det af komplementsystemet og et naturligt forekommende plasmaprotein, som spiller en hovedrolle i det første immunforsvar mod infektioner. For eksempel beskytter MBL det nyfødte barn i de første dage efter fødslen indtil det normale antistof-baserede immunsystem begynder at virke.
Antimikrobielle peptider er en del af det medfødte immunsystem.